# قابيل محمود
قابيل محمود كان لاعب جمباز فني مصري، مثل مصر في دورة الألعاب الأولمبية الصيفية 1920.وكان من الأوائل في هذه اللعبة بعد مرور عشرة أعوام يموت محمود، وكان من أفضل لاعبين ومعروف بلاعب جمباز العالمي قابيل.